# Plavac mali
Plavac mali je najznačajnija autohtona sorta grožđa u Hrvatskoj.
Otpornost na napade glavnih gljivičnih bolesti je dobra. Bobica je debele kožice i čvrste građe s puno šećera. Vino je tamno-rubinaste boje s modrim refleksom, lijepo razvijenog mirisa, krepko je i trpko sa specifičnim okusom.
Najbolji vrhunski plavci nastaju na položajima Dingač i Postup na poluotoku Pelješcu, na južnoj strani otoka Hvara, kao i na dobrim položajima na bračkom i viškom vinogorju.
Dobivaju ime položaja ili se nazivaju nekim drugim imenom. Dingač je prvo, a postup drugo po redu zaštićeno hrvatsko crno vino (1961. odnosno 1967.).
Upornim nastojanjem hrvatskog vinara Miljenka-Mikea Grgicha, koji je živio i radio u dolini Napa (Napa Valley) u Kaliforniji, dokazano je da su sorte grožđa primitivo i zinfandel genetski rođaci plavca malog, odnosno, da je plavac mali nastao križanjem sorte crljenka (crljenak kaštelanski) sa sortom dobričić.

## Vanjske poveznice
- Mali podrum  Arhivirana inačica izvorne stranice od 18. svibnja 2006. (Wayback Machine) - Plavac mali; hrvatska vina i proizvođači
- The Croatian Vitis and Olea Database  Arhivirana inačica izvorne stranice od 28. rujna 2007. (Wayback Machine) - Plavac mali